# Dekeleia

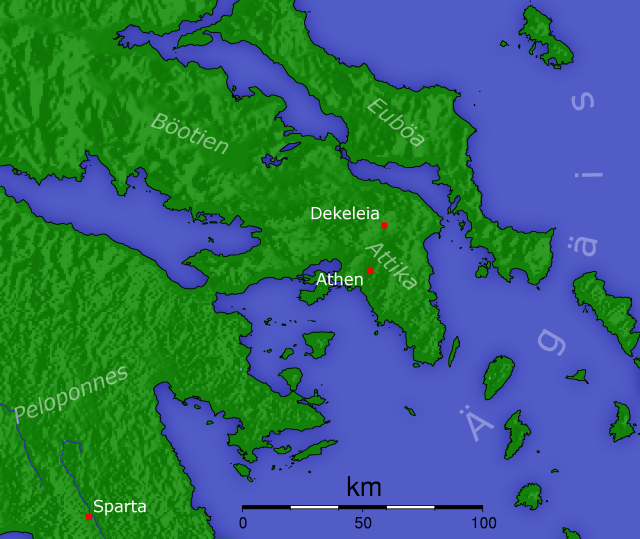
Geografische Lage Dekeleias

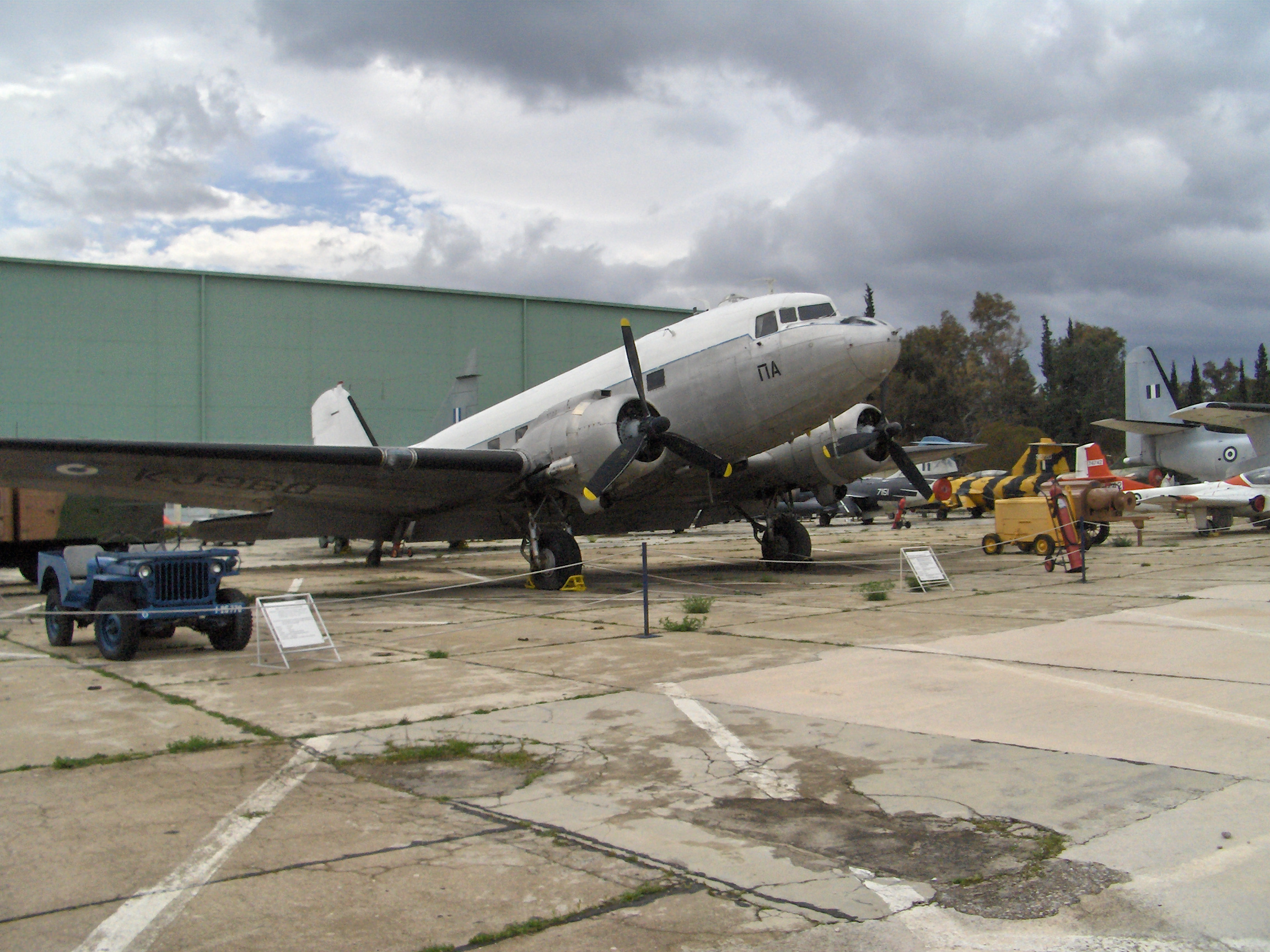
Das Museum der Luftstreitkräfte

Dekeleia (griechisch Δεκέλεια (f. sg.)) ist ein Ortsteil der griechischen Stadt Acharnes.

## Geografie
Dekeleia trägt neben seinem offiziellen neugriechischen Namen auch die Bezeichnung Tatoi (gr. Τατόι).

## Geschichte

### Antike
Dekeleia war in der Antike eine kleine Stadt im Norden Attikas, die während des Peloponnesischen Krieges entscheidende strategische Bedeutung erhielt, weshalb die letzte Phase des Krieges auch dekeleisch-ionischer Krieg genannt wird.
Dekeleia, an der Nordgrenze Attikas zu Böotien gelegen, befand sich in Sichtweite Athens. Der Athener Alkibiades floh während der Sizilienexpedition 415 v. Chr. wegen des Hermenfrevels nach Sparta. Er beriet fortan die Spartaner im Krieg gegen seine Heimatstadt. Einer seiner Ratschläge war, die kleine Stadt Dekeleia in Attika zu besetzen und zu befestigen. In der ersten Phase des Krieges hatten sich die jährlichen Plünderungszüge der Spartaner in Attika auf den Sommer beschränkt. Die dauerhafte Präsenz einer spartanischen Streitmacht in Attika, vor den Toren Athens, beeinträchtigte dessen Versorgung stärker. Lebensmittel und andere Güter mussten nun zum großen Teil auf dem Seeweg in die Stadt transportiert werden. Dekeleia wurde auch zu einem Fluchtpunkt für entflohene Sklaven in Attika. Die Spartaner hielten Dekeleia bis zum Ende des Peloponnesischen Krieges 404 v. Chr. besetzt.

### Neuzeit
Auf dem Gebiet von Dekleia befand sich der Sommersitz Tatoi des griechischen Königshauses. Dieser ist zusammen mit dem Friedhof der griechischen Königsfamilie heute öffentlich zugänglich.
Der Flughafen Tatoi war bis in die 1930er Jahre der Internationale Flughafen Athens für Flugzeuge und Zeppeline. Und anschließend ein Militärflugplatz. Heute befindet sich dort das Museum der Griechischen Luftstreitkräfte.

## Infrastruktur
Dekeleia hat einen Bahnhof an der Bahnstrecke Piräus–Thessaloniki.
Ebenfalls auf dem Gemeindegebiet befindet sich das olympische Dorf der Olympischen Sommerspiele 2004 in Athen.